# Gymnobarbula bicolor
Gymnobarbula bicolor là một loài rêu thuộc họ Pottiaceae. Loài này được (Bruch & Schimp.) Jan Kučera mô tả khoa học năm 2013.